# Weberite
La weberite è un minerale, chimicamente un fluoruro complesso di sodio, magnesio e alluminio.
Prende il nome da Theobald Weber, un fondatore dell'industria danese della Criolite.

## Forma in cui si presenta in natura
Non è mai stato osservato in cristalli distinti ma si rinviene in masse compatte, grigiastre.

## Località di rinvenimento
Osservato la prima volta a Ivittuut (Groenlandia) strettamente associato a chiolite e weberite.

Come importante minerale accessorio si rinviene nelle pegmatiti di St. Peter's Dome, nel Colorado.